# Indoctro
Indoctro (né le 8 juin 1990 en Allemagne) est un étalon de robe bai inscrit au stud-book du Holsteiner. 
Il est monté en saut d'obstacles par le cavalier allemand Ulrich Kirchhoff. Il devient ensuite l'un des plus fameux étalons reproducteurs de saut d'obstacles.

## Histoire
Indoctro naît le 8 juin 1990 en Allemagne, à l'élevage de Gerd Hansen. Si son nom allemand répondant aux normes du stud-book Holsteiner est C-Indoctro, il est connu aux Pays-Bas sous le nom de VDL Indoctro, ou plus simplement de Indoctro.
Il est sacré champion de Hollande des poulains de saut d'obstacles de 4 ans, puis atteint la finale de cette compétition à 5 et à 6 ans. Il est classé plusieurs fois en épreuves internationales durant son année de sept ans, mais il est ensuite exclusivement voué à la reproduction.

## Description
Indoctro est un étalon de robe baie inscrite au stud-book du Holsteiner ; d'autres sources indiquent cependant une robe bai foncé ou bai-brun. Il mesure 1,68 m.
Il n'est pas porteur de la mutation génétique à l'origine du syndrome du poulain fragile.

## Palmarès
Il concourt au niveau international avec Ulrich Kirchhoff.

## Origines
Indoctro est un fils de l'étalon Holsteiner Capitol I, et de la jument Holsteiner Vanessa VII, par Caletto II,,,. Il provient donc du croisement très fructueux entre deux des étalons Holsteiner les plus influents.
Il présente 41,41 % d'origines génétiques Pur-sang selon le site web Hippomundo.

## Descendance
Il reçoit la distinction preferent du stud-book KWPN à l'âge de 16 ans, consacrant sa grande qualité de reproducteur, en faisant alors l'étalon qui a reçu cette distinction à l'âge le plus jeune. À la fin des années 2010, Indoctro est considéré comme l'un des tout meilleurs étalons reproducteurs pour le saut d'obstacles. Il est 44e meilleur père mondial dans cette discipline en 2019.
D'après le site du Groupe France Élevage, il transmet « de la force, de l'étendue, du respect et un très bon mental » à ses poulains.
Plusieurs de ses fils sont devenus à leur tour des reproducteurs à succès, comme Nassau et No Limit. Il est le père de plus de dix étalons approuvés.
En août 2021, le site web Hippomundo rapporte que 124 de ses descendants ont atteint le niveau de saut d'obstacles 1,60 m. Plusieurs ont concouru aux Jeux olympiques.